# Petkeljärvi nationalpark
Petkeljärvi nationalpark (finska Petkeljärven kansallispuisto) är en nationalpark i Ilomants i Norra Karelen, Finland. Den inrättades 1956 och omfattar ungefär 6 kvadratkilometer.
I reservatet finns branta moränåsar med som sträcker sig från Koitere ända till ryska gränsen. 
Petkeljärvi tillhör tillsammans med Patvinsuo nationalpark Unescos Norra Karelens biosfärområde, som grundades 1992.